# Johnny Przystojniak
Johnny Przystojniak lub Piękny Johnny– amerykański kryminał z 1989 roku na podstawie powieści The Three Worlds of Johnny Handsome Johna Godeya.

## Obsada
- Mickey Rourke – John Sedley/Johnny Mitchell
- Ellen Barkin – Sunny Boyd
- Elizabeth McGovern – Donna McCarty
- Morgan Freeman – Porucznik A.Z. Drones
- Forest Whitaker – Dr Steven Fisher
- Lance Henriksen – Rafe Garrett
- Scott Wilson – Mikey Chalmette
- David Schramm – Vic Dumask
- Yvonne Bryceland – Siostra Luke
- Peter Jason – Pan Bonet
- J.W. Smith – Larry
- Jeffrey Meek – Earl
- Allan Graf – Bob Lemoyne

## Fabuła
John Sedley urodził się z potwornie zniekształconą twarzą. Ta ułomność – którą zawdzięcza matce-narkomance – i brak akceptacji ze strony społeczeństwa popchnęła go w stronę przestępstwa i dała mu ksywę Johnny Przystojniak. Jest genialnym przestępcą. Każdy napad z jego udziałem kończy się sukcesem, wszystko dzięki jego perfekcyjnemu planowaniu. Jedynym człowiekiem, który nie traktował Johnny’ego z odrazą jest Mikey – właściciel baru. Gdy prosi go o pomoc w kolejnym napadzie, John bez wahania zgadza się. Razem z nimi uczestniczą Sunny i narwany Rafe. Napad się udaje, ale podczas ucieczki Sunny i Rafe zabijają Mikeya i próbują zabić Johnny’ego, ale udaje się mu przeżyć. W więzieniu John staje się obiektem zainteresowania dr. Stevena Fishera – specjalisty od chirurgii plastycznej dla ludzi szpetnych. Tam uczestniczy w eksperymentalnej metodzie resocjalizacji. Weźmie kilka operacji plastycznych, w zamian dostanie nową twarz, tożsamość i zwolnienie warunkowe. John zgadza się i wychodzi z więzienia. Pracuje w fabryce, gdzie poznaje Donnę – między nimi zaczyna iskrzyć. Ale Johnny nie potrafi zapomnieć zdrady. Pod przykrywką wspólnego skoku zbliża się do Sunny i Rafe'a, którzy go nie rozpoznają.